# TiA
Pour les articles homonymes, voir TIA.
TIA, ex-TiA, de son vrai nom Chiaki Hamahime, née le 11 juin 1987 à Yokohama au Japon, est une chanteuse japonaise, qui a notamment interprété les génériques pour les séries anime Naruto , Yakitate!! Ja-pan et Noragami ainsi qu'une chanson Nameless Lonely Blue dans la série animée Captain Herlock: The Endless Odyssey

## Discographie

### Singles
- 2004-06-09 : Every Time
- 2004-08-04 : Ryuusei (流星?) (générique de fin de Naruto)
- 2004-11-17 : Negai/Birthday Eve (ねがい/バースデーイヴ?)
- 2005-08-03 : Promise  (générique d'ouverture de Yakitate!! Ja-pan)
- 2006-03-24 : Zutto Zutto... (ずっと ずっと・・・?)
- 2009-01-xx : With you (single digital)
- 2017-8-22  : Deal With The Devil (Kakegurui OP)

### Albums
- 2004-12-15 : Humming
- 2008-06-11 : Girl's Soul (mini-album)

## Liens
- (ja) Site officiel
- (ja) Blog officiel
- (ja) Ancien site officiel